# Crest of a Knave
Crest of a Knave es el decimosexto álbum de estudio lanzado por la banda inglesa de rock progresivo Jethro Tull en 1987.
Sin Peter-John Vettese (Ian Anderson se hizo cargo de los sintetizadores), y con la guitarra eléctrica de Martin Barre como centro de atención, el álbum fue un gran éxito, tanto de crítica como comercialmente, y llegó a ganar el premio Grammy de 1989 por la mejor interpretación de hard rock o metal, derrotando, contra todo pronóstico, a los favoritos, Metallica y su álbum ...And Justice for All.
El premio fue particularmente controvertido, ya que muchos no consideran que Jethro Tull sea una banda de hard rock, y mucho menos de heavy metal. El hecho adicional de que ésta fuera la primera ocasión en que se entregaba un Grammy de heavy metal, fue visto como un insulto para los fanáticos del género. Tal vez como consecuencia de esto, desde entonces se entregaron Grammys para bandas de heavy metal y hard rock por separado. Por recomendación de su mánager, ninguno de los integrantes del grupo había asistido a la ceremonia, pues parecía que no tenían posibilidades de ganar. Afortunadamente para ellos, ya que apenas fueron anunciados como ganadores, parte de la audiencia abucheó el resultado. La banda, como consecuencia de las críticas, respondió lanzando un anuncio en una revista musical británica en el que se decía: «The flute is a heavy, metal instrument!» (traducido: «¡La flauta es un instrumento de metal pesado!»).
El estilo de Crest of a Knave ha sido comparado con el de Dire Straits, en parte porque Anderson había perdido gran parte de su registro vocal tras una complicada operación de garganta.
La banda lanzó también un videoclip del tema "Steel Monkey".

## Puesto en las listas de éxitos
- Puesto en las listas de EE. UU.: 32.
- Puesto en las listas de UK: 19.

## Lista de temas
Todas las canciones escritas y compuestas por Ian Anderson. 
| N.º   | Título                  | Duración |  |
| 1.    | «Steel Monkey»          | 3:39     |  |
| 2.    | «Farm on the Freeway»   | 6:31     |  |
| 3.    | «Jump Start»            | 4:55     |  |
| 4.    | «Said She Was a Dancer» | 3:43     |  |
| 5.    | «Dogs in the Midwinter» | 4:37     |  |
| 6.    | «Budapest»              | 10:05    |  |
| 7.    | «Mountain Men»          | 6:20     |  |
| 8.    | «The Walking Edge»      | 4:49     |  |
| 9.    | «Raising Steam»         | 4:05     |  |
| 48:50 |                         |          |  |

| Bonus track de 2005 |                       |          |  |
| N.º                 | Título                | Duración |  |
| 10.                 | «Part of the Machine» | 6:54     |  |

## Intérpretes
- Ian Anderson: guitarra acústica, flauta travesera, guitarra, percusión y programaciones.
- Dave Pegg: bajo.
- Martin Barre: guitarras.
- Gerry Conway: batería.
- Doane Perry: batería.